# Années 1320
Les années 1320 couvrent la période de 1320 à 1329.

## Événements
- 1312-1337 : apogée de l’Empire du Mali sous le règne de Mansa Moussa[1]. Il domine les Tekrour et les Songhaï[2] mais est menacé par les Mossi (pillage de Tombouctou en 1329)[3]. Vers 1325, au retour de son pèlerinage à la Mecque Mansa Moussa fait construire la médersa de Sankoré à Tombouctou (université de Tombouctou)[4].

- 1318-1329 : voyage en Asie du franciscain Odoric de Pordenone[5]. Il quitte l’Europe en 1318 pour la Chine, et visite le royaume de Riboth lors de son voyage de retour qu'il décrit en 1330. Longtemps considéré comme le premier européen à avoir atteint Lhassa, il n’aurait fait que visiter Khotan et recueillir auprès des populations locales sa description des mœurs du Tibet, dont la pratique des funérailles célestes (découpage des cadavres dont les restes sont jetés aux vautours)[6].
- 1320 : 
  - la dynastie des Tughlûq règne sur le sultanat de Delhi, en Inde[7].
  - seconde croisade des Pastoureaux en France[8].
- 1321-1328 : guerre civile dans l'empire byzantin entre Andronic II et son petit-fils Andronic III[9].
- 1322-1326 : le ban de Bosnie Stevan Kotromanić (1318-1353) réunit sous son autorité la Bosnie et la région de Hum (Herzégovine)[10].
- 1323-1327 : guerre de Saint-Sardos entre la France et l'Angleterre[11].
- 1323-1328 : révolte des Karls en Flandre[12]. Les paysans de Flandre, menés par Zannekin sont exterminés par l'armée du roi de France, Philippe de Valois, venu au secours de son vassal le comte de Flandre à la bataille de Cassel.
- 1324-1326 : guerre des quatre seigneurs dans la région de Metz[13].

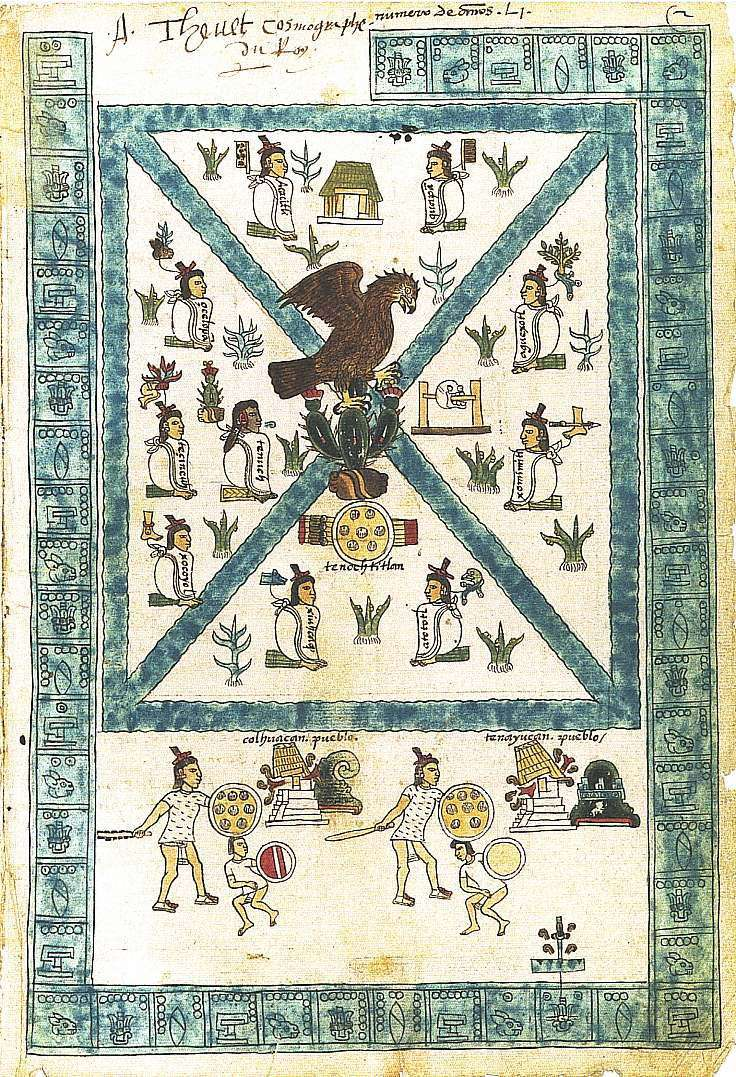
La fondation de Tenochtitlan sur la première page du Codex Mendoza

- 1325 : fondation de Mexico-Tenochtitlan par les Aztèques[14].
- 1328 : le sultanat d’Ifat est vassalisé par le roi d'Éthiopie[15].

## Personnages significatifs
- Alâ ud-Dîn Khaljî - Alexandre II Vladimirski - Amda Seyon Ier - Andronic II Paléologue - Andronic III Paléologue - Castruccio Castracani - Charles IV de France - Charles de Valois - Charles Robert de Hongrie -  Christophe II de Danemark - Chupan- Denis Ier de Portugal - Édouard II d'Angleterre - Édouard III d'Angleterre - Maître Eckhart - Frédéric II de Sicile - Frédéric le Bel - Galéas Ier Visconti - Gediminas - Ghiyath al-Din Tughlûq - Go-Daigo - Henri VI le Bon - Iouri III Moskovski - Isabelle de France - Ivan Kalita - Jacques II d'Aragon - Jean Ier de Luxembourg - Jean XXII - Ibn Battûta - Kanga Moussa- Ladislas Ier de Pologne - Louis Ier de Mantoue - Louis IV du Saint-Empire - Mahaut d'Artois - Roger Mortimer - Muhammad bin-Tughlûq - Guillaume d'Ockham - Orhan - Özbeg - Odoric de Pordenone- Pierre II de Sicile - Robert Ier d’Écosse - Robert Ier de Naples - Robert III de Flandre - Stefan Uroš III Dečanski